# Чемпіонат світу з трекових велоперегонів 2015 — командна гонка переслідування (чоловіки)
Змагання в командній гонці переслідування серед чоловіків на Чемпіонаті світу з трекових велоперегонів 2015 відбулись 18–19 лютого 2015.

## Результати

### Кваліфікація
Кваліфікація розпочалась о 16:25.
| Місце | Ім'я                                                              | Країна          | Час      | Примітки |
| ----- | ----------------------------------------------------------------- | --------------- | -------- | -------- |
| 1     | Пітер Буллінг Ділан Кеннетт Алекс Фрейм Марк Раян                 | Нова Зеландія   | 3:56.421 | Q        |
| 2     | Едвард Кленсі Стівен Берк Овейн Дал Енді Теннант                  | Велика Британія | 3:57.716 | Q        |
| 3     | Тео Рейнхардт Хеннінг Боммель Керстен Тіле Доменік Вайнштайн      | Німеччина       | 3:58.823 | Q        |
| 4     | Олів'є Бер Штефан Кюнг Франк Паше Тері Шир                        | Швейцарія       | 3:58.887 | Q        |
| 5     | Джек Бобрідж Александр Едмондсон Мітчелл Мюлерн Майлс Скотсон     | Австралія       | 3:58.900 | q        |
| 6     | Тім Вельдт Вім Струтінга Діон Бойкебом Рой Ефтінг                 | Нідерланди      | 3:59.520 | q        |
| 7     | Артур Єршов Олександр Євтушенко Іван Ковальов Олександр Сєров     | Росія           | 3:59.817 | q        |
| 8     | Бріан Кокар Жульєн Дюваль Дам'єн Годен Жюльєн Моріс               | Франція         | 4:00.783 | q        |
| 9     | Яспер Де Бюст Морено Де Паув Домінік Корну Жонатан Дюфран         | Бельгія         | 4:02.383 |          |
| 10    | Унай Елорріага Елой Теруель Альберт Торрес Ілларт Зуазубіскар     | Іспанія         | 4:02.488 |          |
| 11    | Каспер ван Польсах Даніель Гартвіг Андерс Гольм Расмус Квааде     | Данія           | 4:03.520 |          |
| 12    | Фернандо Гавірія Едвін Авіла Хуан Аранго Веймар Ролдан            | Колумбія        | 4:03.908 |          |
| 13    | Мауро Агосціні Мелані Коста Едуардо Сепульведа Себастьян Трілліні | Аргентина       | 4:04.714 |          |
| 14    | Роман Цишков Роман Романов Евген Ахраменко Гордій Тищенко         | Білорусь        | 4:05.953 |          |
| 15    | Лю Хао Лю Вей Цінь Чженьлу Шень Пінань                            | Китай           | 4:06.129 |          |
| 16    | Сімоне Консонні Елія Вівіані Ліам Бертаццо Марко Коледан          | Італія          | 4:07.165 |          |

### Перший раунд
Заїзди першого раунду розпочались о 16:45.
| Місце     | Ім'я                                                          | Країна          | Час      |
| --------- | ------------------------------------------------------------- | --------------- | -------- |
| 1 проти 4 |                                                               |                 |          |
| 1         | Пітер Буллінг Ділан Кеннетт Алекс Фрейм Марк Раян             | Нова Зеландія   | 3:56.132 |
| 2         | Олів'є Бер Штефан Кюнг Франк Паше Тері Шир                    | Швейцарія       | 3:57.456 |
| 2 проти 3 |                                                               |                 |          |
| 1         | Едвард Кленсі Стівен Берк Овейн Дал Енді Теннант              | Велика Британія | 3:55.207 |
| 2         | Тео Рейнхардт Хеннінг Боммеl Керстен Тіле Доменік Вайнштайн   | Німеччина       | 3:57.116 |
| 5 проти 8 |                                                               |                 |          |
| 1         | Джек Бобрідж Александр Едмондсон Мітчелл Мюлерн Майлс Скотсон | Австралія       | 3:55.314 |
| 2         | Бріан Кокар Жульєн Дюваль Дам'єн Годен Жюльєн Моріс           | Франція         | 3:58.616 |
| 6 проти 7 |                                                               |                 |          |
| 1         | Артур Єршов Олександр Євтушенко Іван Ковальов Олександр Сєров | Росія           | 3:57.181 |
| 2         | Тім Вельдт Вім Струтінга Діон Бойкебом Рой Ефтінг             | Нідерланди      | 3:58.230 |

### Фінали
Фінали розпочались о 21:45.
| Місце                    | Ім'я                                                          | Країна          | Час      |
| ------------------------ | ------------------------------------------------------------- | --------------- | -------- |
| Заїзд за золоту медаль   |                                                               |                 |          |
| 1                        | Пітер Буллінг Ділан Кеннетт Алекс Фрейм Реган Гоф             | Нова Зеландія   | 3:54.088 |
| 2                        | Едвард Кленсі Стівен Берк Овейн Дал Енді Теннант              | Велика Британія | 3:54.687 |
| Заїзд за бронзову медаль |                                                               |                 |          |
| 3                        | Джек Бобрідж Александр Едмондсон Мітчелл Мюлерн Майлс Скотсон | Австралія       |          |
| 4                        | Тео Рейнхардт Хеннінг Боммеl Керстен Тіле Доменік Вайнштайн   | Німеччина       | OVL      |
| Заїзд за п'яте місце     |                                                               |                 |          |
| 5                        | Артур Єршов Олександр Євтушенко Іван Ковальов Олександр Сєров | Росія           | 3:56.870 |
| 6                        | Олів'є Бер Штефан Кюнг Франк Паше Тері Шир                    | Швейцарія       | 3:58.158 |
| Заїзд за сьоме місце     |                                                               |                 |          |
| 7                        | Бріан Кокар Жульєн Дюваль Дам'єн Годен Жюльєн Моріс           | Франція         | 3:59.938 |
| 8                        | Тім Вельдт Вім Струтінга Діон Бойкебом Рой Ефтінг             | Нідерланди      | 4:01.320 |